# Tulipa clusiana
Espèce
Tulipa clusiana, la Tulipe de l'Écluse, Tulipe de Perse ou Tulipe-radis, est une espèce de plantes bulbeuses de la famille des Liliaceae.

## Description
C'est une des espèces de tulipe parmi les plus anciennes en culture. Il s'agit d'une espèce herbacée, pérenne et bulbeuse qui atteint 13 à 30 cm en hauteur. Elle possède des stolons souterrains et des feuilles érigées, étroites et glauques. Les fleurs mesurent 4 à 5 cm de large, avec des tépales très affilés de couleur blanche, crème ou jaune à l'intérieur et rougeâtre à l'extérieur. Elle ne fleurit que pendant quelques semaines, au début du printemps.

## Culture et utilisation
Tulipa clusiana est une plante ornementale assez populaire au sud de l'Europe. C'est une des rares espèces de tulipes qui ne nécessite pas d'hiver froid et peut se naturaliser dans les climats méditerranéens. Cette fleur vient d'Orient et doit son nom à Charles de L'Écluse qui importe en Europe des bulbes perses à la fin du XVIe siècle,. De fait, Tulipa clusiana se trouve naturalisée dans le sud de l'Europe. Elle est de culture facile, sur des sols bien drainés et des lieux ensoleillés. Elle est particulièrement adaptée aux sols argineux calcaires. On la cultive en rocailles. Elle ne doit pas être arrosée en été. Les bulbes se plantent en automne à une profondeur de 15-20 cm. La multiplication se réalise par séparation des stolons, grâce auxquels la plante se propage spontanément.